# Andrzej Basik
Andrzej Józef Basik (22 de marzo de 1960) es un deportista polaco que compitió en judo. Ganó dos medallas de bronce en el Campeonato Europeo de Judo en los años 1985 y 1987.
Participó en los Juegos Olímpicos de Seúl 1988, donde finalizó undécimo en la categoría +95 kg.

## Palmarés internacional
| Campeonato Europeo | Campeonato Europeo | Campeonato Europeo | Campeonato Europeo |
| Año                | Lugar              | Medalla            | Categoría          |
| ------------------ | ------------------ | ------------------ | ------------------ |
| 1985               | Hamar (Noruega)    | Medalla de bronce  | Abierta            |
| 1987               | París (Francia)    | Medalla de bronce  | Abierta            |